# Euractiv
Euractiv es un sitio web de noticias europeo, centrado en las políticas de la Unión Europea, fundado en 1999 por el editor de medios de comunicación francés Christophe Leclercq.Su sede y redacción central se encuentran en Bruselas, con otras dos oficinas en París y Berlín. Sus contenidos son producidos por unos 50 periodistas en Alemania, Bélgica, Bulgaria, Eslovaquia, Francia, Grecia, Italia, Polonia, República Checa y Rumanía.
La cobertura política de Euractiv se distribuye en ocho "focos" que siguen la agenda de la Comisión Europea. Su cobertura informativa se complementa con un programa de más de 100 eventos al año, normalmente en forma de debates entre las partes interesadas que abarcan los mismos ámbitos políticos. La información política de Euractiv se centra en la fase prelegislativa de la toma de decisiones de la UE, y casi todo su contenido en inglés se traduce al francés y al alemán. 
Euractiv cuenta con fuentes de financiación diversificadas, ya que la empresa busca ingresos privados y públicos para llevar a cabo su actividad. En 2019, alrededor de una quinta parte de los ingresos de Euractiv procedían de fuentes públicas, incluida la UE. Otras fuentes de ingresos son la publicidad y el patrocinio corporativo. 
En mayo de 2023, Euractiv fue adquirida por la empresa de medios belga Mediahuis, en lo que se convirtió en la primera adquisición de una plataforma de medios internacional por parte de la empresa belga. Cuenta con un equipo directivo formado por tres personas: René Moerland (editor y anteriormente redactor jefe del periódico holandés NRC), Claire Boussagol (directora general y anteriormente presidenta para Europa de APCO Worldwide y consejera delegada de POLITICO Europe) y Emmanuel Naert (director de suscripciones).

## Perfil
Euractiv lleva más de veinte años informando sobre el Parlamento Europeo y otras instituciones de la UE. Su cobertura editorial incluye la política europea en Bruselas, así como un análisis más profundo de las políticas de la UE en ámbitos como el de la energía y el medio ambiente, la agricultura, la seguridad alimentaria, el transporte y la política tecnológica.
Además de artículos diarios, Euractiv también elabora informes especiales sobre temas políticos específicos. En 2016, la empresa presentó su boletín estrella The Brief. En 2019, lanzó una nueva tanda de boletines centrados en la UE: The Capitals, The Tech Brief y The Transport Brief. Además, Euractiv se especializa en la organización de eventos que reúnen a las principales partes interesadas y las ponen a conversar. En 2018, Euractiv organizó más de 70 eventos, la mayoría patrocinados, y en su mayoría en forma de talleres o debates.

## Boletines informativos
Euractiv distribuye boletines informativos denominados Policy Briefs en consonancia con la cobertura de los mayores ámbitos políticos de la Unión Europea, por ejemplo, agricultura y comida, tecnología y energía. En particular, en el boletín diario The Capitals, Euractiv reúne noticias políticas de toda Europa que tienen un interés europeo más amplio.

## Impacto
Según la encuesta 2023 EU Media Poll, realizada por Savanta para BCW Brussels, Euractiv se situó como la quinta fuente más influyente de la UE, entrando por primera vez entre las 10 primeras.
En 2022, un estudio realizado por el Consejo de la Unión Europea situó a Euractiv en segundo lugar en la lista de los medios de comunicación más influyentes entre los diputados del Parlamento Europeo (MEP).
La información de Euractiv es citada regularmente por periódicos internacionales como The New York Times, The Financial Times, CNN, Deutsche Welle, Le Figaro, Le Point e Il Post.